# John Albert Leach
John Albert Leach (né le 19 mars 1870 à Ballarat et mort le 3 octobre 1929) est un ornithologue, professeur et directeur d'école australien.

## Biographie
Leach est né à Ballarat au Victoria et a obtenu un doctorat en ornithologie de l'université de Melbourne.
Il a été président de la Royal Australasian Ornithologists Union (RAOU) de 1922 à 1924 et rédacteur en chef de la revue L'émeu de 1914 à 1924 et de 1928 à 1929. Il a été membre de la British Ornithologists' Union et correspondant étranger de l'American Ornithologists' Union. Il est surtout connu comme l'auteur de An Australian Bird Book dont la première édition fut publiée en 1911, et de l’Australian Nature Studies en 1922. Il a participé à la rédaction d'une série de livres Federal Geography et a travaillé à la 2e édition de Official Checklist of the Birds of Australia, publiée par le RAOU en septembre 1926.
Il est mort à 59 ans d'une pleurésie.
Parmi ses contributions à l'ornithologie, il faut citer ses travaux sur la relation entre le Cassican flûteur et les espèces des genres Cracticus et Strepera regroupés dans la famille des Artamidae.